# Chelipoda sinensis
Chelipoda sinensis är en tvåvingeart som beskrevs av Yang 1987. Chelipoda sinensis ingår i släktet Chelipoda och familjen dansflugor. Inga underarter finns listade i Catalogue of Life.